# 暗鰭銀口天竺鯛
暗鰭天竺鯛，為輻鰭魚綱鱸形目鱸亞目天竺鯛科的其中一個種。

## 分布
本魚分布於澳洲西北部海域。

## 深度
水深20至160公尺。

## 特徵
本魚體延長而側扁，眼大，口大略下位。魚體呈銀白色，背部顏色略深，側線明顯，體被櫛鱗，尾鰭凹入，體長可達10公分。

## 生態
本魚棲息沙泥底質的海域。屬夜行性，繁殖期時，雄魚具有口孵習性，卵約7日化成仔魚，由雄魚吐出，具短暫的仔魚飄浮期。

## 經濟利用
不具任何經濟價值。